# Mario Montuori
Mario Montuori (Roma, 15 maggio 1920 – Roma, 12 agosto 1997) è stato un direttore della fotografia italiano.

## Biografia
Figlio di Carlo, iniziò come assistente del padre in Ladri di biciclette del 1948. Nel 1949 esordì alla direzione della fotografia, e si affermò tra i migliori operatori giovani del cinema italiano del dopoguerra.
Tra le sue collaborazioni di rilievo figurano Il cappotto (1952), Sinfonia d'amore (1954), I sette fratelli Cervi (1968), Il messia (1975).

## Filmografia parziale
- Amore di ussaro, regia di Luis Marquina (1940)
- Gioventù perduta, regia di Pietro Germi (1948)
- Catene, regia di Raffaello Matarazzo (1949)
- Amori e veleni, regia di Giorgio Simonelli (1949)
- Paolo e Francesca, regia di Raffaello Matarazzo (1949)
- Donne e briganti, regia di Mario Soldati (1950)
- È l'amor che mi rovina, regia di Mario Soldati (1951)
- O.K. Nerone, regia di Mario Soldati (1951)
- Le avventure di Mandrin, regia di Mario Soldati (1951)
- Bellezze in bicicletta, regia di Carlo Campogalliani (1951)
- Ombre sul Canal Grande, regia di Glauco Pellegrini (1951)
- Il sogno di Zorro, regia di Mario Soldati (1951)
- Il cappotto, regia di Alberto Lattuada (1952)
- La regina di Saba, regia di Pietro Francisci (1952)
- Ivan, il figlio del diavolo bianco, regia di Guido Brignone (1953)
- Noi peccatori, regia di Guido Brignone (1953)
- Cheri-Bibi (Il forzato della Guiana) (Chéri-Bibi), regia di Marcello Pagliero (1955)
- Il conte Max, regia di Giorgio Bianchi (1957)
- Olympia (A Breath of Scandal), regia di Michael Curtiz (1960)
- Tre notti d'amore, regia di Renato Castellani, Luigi Comencini e Franco Rossi (1964)
- Non sta bene rubare il tesoro, regia di Mario Di Nardo (1967)
- Cin cin... cianuro, regia di Ernesto Gastaldi (1968)
- Doppia coppia con regina, regia di Julio Buchs (1972)